# Xã Sibley, Quận Cloud, Kansas
Xã Sibley (tiếng Anh: Sibley Township) là một xã thuộc quận Cloud, tiểu bang Kansas, Hoa Kỳ. Năm 2010, dân số của xã này là 184 người.